# Aa Ii na!
"Aa Ii na!" (あぁ いいな!) là đĩa đơn nhạc J-pop thứ hai của nhóm nhạc W (Double You).Nó được ra mắt vào ngày 4 tháng 8 năm 2004 dưới nhãn Zetima. Bài hát cũng được sử dụng làm nhạc kết thúc cho những tập phim Doraemon từ ngày 4 tháng 6 năm 2004 đến 18 tháng 3 năm 2005.

## Các bài hát
1. Aa Ii na! (あぁ いいな!?) - 3:51
2. Otome no Keitai Denwa no Himitsu (乙女の携帯電話の秘密?) - 3:52
3. Aa Ii na! (Instrumental) (あぁ いいな! (Instrumental)?) - 3:48

## Hợp tác sản xuất
- Viết lời: Tsunku
- Sắp xếp: Shoichiro Hirata
- Catalog số: EPCE-5308